# Équipe du Pérou de football à la Gold Cup 2000
Cet article relate le parcours de l'équipe du Pérou lors de la Gold Cup 2000, organisée aux États-Unis, du 12 au 27 février 2000.

## Effectif
| Numéro / Nom       | Numéro / Nom       | Équipe actuelle           | Date de naissance et âge* | J.              | Buts            |                 |                 |                 |
| Gardiens de but    | Gardiens de but    | Gardiens de but           | Gardiens de but           | Gardiens de but | Gardiens de but | Gardiens de but | Gardiens de but | Gardiens de but |
| ------------------ | ------------------ | ------------------------- | ------------------------- | --------------- | --------------- | --------------- | --------------- | --------------- |
| 01                 | Óscar Ibáñez       | Universitario de Deportes | 8 août 1967 (32 ans)      | 4               | 0               | 0               | 0               | 0               |
| 12                 | Marco Flores       | Alianza Lima              | 29 mai 1977 (22 ans)      | 0               | 0               | 0               | 0               | 0               |
| Défenseurs         |                    |                           |                           |                 |                 |                 |                 |                 |
| 02                 | Jorge Huamán       | PAE Veria                 | 11 avril 1977 (22 ans)    | 2               | 0               | 1               | 0               | 0               |
| 03                 | Juan Reynoso       | Cruz Azul                 | 28 décembre 1969 (30 ans) | 4               | 0               | 0               | 0               | 0               |
| 04                 | Marcial Salazar    | Alianza Lima              | 8 septembre 1967 (32 ans) | 4               | 0               | 0               | 0               | 0               |
| 05                 | José Soto          | Celaya FC                 | 11 janvier 1970 (30 ans)  | 1               | 0               | 0               | 0               | 0               |
| 06                 | Miguel Rebosio     | Sporting Cristal          | 20 octobre 1976 (23 ans)  | 4               | 0               | 0               | 0               | 0               |
| 14                 | Jorge Soto         | CA Lanús                  | 27 octobre 1971 (28 ans)  | 4               | 1               | 0               | 0               | 0               |
| Milieux de terrain |                    |                           |                           |                 |                 |                 |                 |                 |
| 07                 | Nolberto Solano    | Newcastle United          | 12 décembre 1974 (25 ans) | 1               | 0               | 0               | 0               | 0               |
| 08                 | Juan José Jayo     | CA Unión                  | 20 janvier 1973 (27 ans)  | 3               | 0               | 1               | 0               | 0               |
| 10                 | Roberto Palacios   | Estudiantes Tecos         | 28 décembre 1972 (27 ans) | 4               | 2               | 0               | 0               | 0               |
| 13                 | Marko Ciurlizza    | Universitario de Deportes | 22 février 1978 (21 ans)  | 1               | 0               | 0               | 0               | 0               |
| 16                 | Freddy Suárez      | FBC Melgar                | 7 mai 1970 (29 ans)       | 1               | 0               | 1               | 0               | 0               |
| 17                 | Germán Pinillos    | Sporting Cristal          | 6 avril 1972 (27 ans)     | 1               | 0               | 0               | 0               | 0               |
| 20                 | José del Solar     | Universitario de Deportes | 28 novembre 1967 (32 ans) | 4               | 1               | 0               | 0               | 0               |
| 23                 | Henry Quinteros    | Alianza Lima              | 19 octobre 1977 (22 ans)  | 3               | 0               | 0               | 0               | 0               |
| Attaquants         |                    |                           |                           |                 |                 |                 |                 |                 |
| 11                 | Roberto Holsen     | Sporting Cristal          | 10 août 1976 (23 ans)     | 4               | 1               | 0               | 0               | 0               |
| 15                 | Ysrael Zúñiga      | Coventry City             | 27 août 1976 (23 ans)     | 2               | 1               | 0               | 1               | 0               |
| 18                 | Waldir Sáenz       | CA Unión                  | 15 mai 1973 (26 ans)      | 3               | 1               | 0               | 0               | 0               |
| 19                 | Abel Lobatón       | Sport Boys                | 23 novembre 1977 (22 ans) | 4               | 0               | 1               | 0               | 0               |
| Sélectionneur      |                    |                           |                           |                 |                 |                 |                 |                 |
|                    | Francisco Maturana |                           | 15 février 1949 (50 ans)  |                 |                 |                 |                 |                 |

- NB : Les âges sont calculés au début de la Gold Cup 2000, le 12 février 2000.

## Contexte

### Invitation par la CONCACAF
Le Pérou – de même que la Colombie et la Corée du Sud – sont les trois nations invitées par la CONCACAF pour prendre part à la 5e édition de la Gold Cup, le tournoi passant de 10 à 12 équipes à compter de cette édition.

### Matchs amicaux
Entre l’annonce officielle à participer au tournoi (octobre 1999) et le début de ce dernier (février 2000), le Pérou ne dispose que de deux matchs de préparation à cette Gold Cup. Ce sont d'ailleurs les tout premiers matchs du sélectionneur Francisco Maturana à la tête du Pérou.
| 17 novembre 1999 | Pérou                     | 2 – 1   | Slovaquie  | Estadio Nacional, Lima                          |                                                 |
|                  | Palacios 22e · Solano 37e | (2 – 1) | 18e Kožuch | Spectateurs : 29 809 Arbitrage : Eduardo Gamboa | Spectateurs : 29 809 Arbitrage : Eduardo Gamboa |

| 1er décembre 1999 | Pérou | 0 – 0 | Honduras | Estadio Nacional, Lima                     |
|                   |       |       |          | Spectateurs : 10 000 Arbitrage : Luis Peña |

## Gold Cup

### Premier tour - Groupe B
| Équipe     | Pts | J | V | N | D | BP | BC | Diff |
| ---------- | --- | - | - | - | - | -- | -- | ---- |
| États-Unis | 6   | 2 | 2 | 0 | 0 | 4  | 0  | +4   |
| Pérou      | 1   | 2 | 0 | 1 | 1 | 1  | 2  | -1   |
| Haïti      | 1   | 2 | 0 | 1 | 1 | 1  | 4  | -3   |

#### Haïti - Pérou
| 14 février 2000 | Haïti     | 1 – 1 | Pérou      | Orange Bowl, Miami                             |                                                |
| | Vorbe 61e | (0 – 0) | 69e Zúñiga | Spectateurs : 23 795 Arbitrage : Carlos Batres | Spectateurs : 23 795 Arbitrage : Carlos Batres |
| | Rapport   | |            | Spectateurs : 23 795 Arbitrage : Carlos Batres | Spectateurs : 23 795 Arbitrage : Carlos Batres |
| Ferdinand - Bruny, Jean-Baptiste, César, Dartiguenave - Atis-Clotaire ( 83e Menelas), Montilas, Vorbe, Thelusma - Marcelin, Pierre | Équipes   | Ibáñez - Reynoso, Salazar ( 66e Zúñiga), del Solar, Rebosio - Solano ( 86e Huamán), Jayo ( 45e), Palacios, Jor. Soto - Sáenz ( 46e Lobatón), Holsen |            | Spectateurs : 23 795 Arbitrage : Carlos Batres | Spectateurs : 23 795 Arbitrage : Carlos Batres |

Francisco Maturana choisit de jouer avec deux attaquants de pointe, Waldir Sáenz et Roberto Holsen, mais c'est Haïti qui ouvre le score par l'intermédiaire de Sébastien Vorbe (61e min). Ysrael Zúñiga, entré en deuxième période, marque le but de l'égalisation quelques minutes plus tard.

#### Pérou - États-Unis
| 16 février 2000 | Pérou   | 0 – 1 | États-Unis | Orange Bowl, Miami                            |                                               |
| |         | (0 – 0) | 59e Jones  | Spectateurs : 36 004 Arbitrage : Felipe Ramos | Spectateurs : 36 004 Arbitrage : Felipe Ramos |
| | Rapport | |            | Spectateurs : 36 004 Arbitrage : Felipe Ramos | Spectateurs : 36 004 Arbitrage : Felipe Ramos |
| Ibáñez - Reynoso, Salazar ( 66e Zúñiga ( 77e)), del Solar, Rebosio - Quinteros, Jayo ( 50e), Palacios, Jor. Soto - Holsen ( 71e Pinillos), Lobatón | Équipes | Friedel - Pope, Llamosa, Vanney, Lewis ( 78e Olsen) - Reyna, Armas, Kirovski, Jones - McBride ( 45e) ( 81e Razov), Wynalda ( 73e Brownn) |            | Spectateurs : 36 004 Arbitrage : Felipe Ramos | Spectateurs : 36 004 Arbitrage : Felipe Ramos |

Un but solitaire de Cobi Jones à l'heure de jeu offre la victoire aux hôtes américains. Malgré la défaite, le Pérou se qualifie en quarts-de-finale grâce à une meilleure différence de buts que les Grenadiers d'Haïti.

### Phase finale

#### Quart de finale: Honduras - Pérou
| 19 février 2000 | Honduras                                       | 3 – 5 | Pérou                                                                       | Orange Bowl, Miami                             |                                                |
| | Clavasquín 32e · Pavón 67e (pen.) · Pineda 69e | (1 – 2) | 7e Holsen · 14e (pen.) Jor. Soto · 50e del Solar · 52e Palacios · 87e Sáenz | Spectateurs : 32 972 Arbitrage : Mario Sánchez | Spectateurs : 32 972 Arbitrage : Mario Sánchez |
| | Rapport                                        | |                                                                             | Spectateurs : 32 972 Arbitrage : Mario Sánchez | Spectateurs : 32 972 Arbitrage : Mario Sánchez |
| Cruz - S. Caballero, M. Reyes ( 89e), Medina ( 8e) ( 22e A. Pineda ( 71e)), Clavasquín - Guerrero, Guevara ( 46e Martínez), Lagos ( 64e), C. Pavón ( 89e) - F. Pavón, Núñez | Équipes                                        | Ibáñez - Reynoso, del Solar, Rebosio, Jos. Soto - Quinteros ( 46e Ciurlizza), Palacios, Jor. Soto, Suárez ( 19e) - Holsen ( 46e Sáenz), Lobatón ( 61e) |                                                                             | Spectateurs : 32 972 Arbitrage : Mario Sánchez | Spectateurs : 32 972 Arbitrage : Mario Sánchez |

Avec huit buts en tout, ce match est de loin le plus spectaculaire de la compétition, mais aussi le plus houleux. En effet, avec quatre buts encaissés avant l'heure de jeu, les Honduriens contestent l'arbitrage du Chilien Mario Sánchez. Certains de leurs supporters envahissent le terrain avant la fin du match, obligeant l'arbitre à arrêter la rencontre dont le résultat sera entériné par la suite.

#### Demi-finale: Colombie - Pérou
| 23 février 2000 | Colombie                        | 2 – 1 | Pérou        | Qualcomm Stadium, San Diego                      |                                                  |
| | Salazar 39e (csc) · Bonilla 53e | (1 – 0) | 75e Palacios | Spectateurs : 3 402 Arbitrage : Rafael Rodríguez | Spectateurs : 3 402 Arbitrage : Rafael Rodríguez |
| | Rapport                         | |              | Spectateurs : 3 402 Arbitrage : Rafael Rodríguez | Spectateurs : 3 402 Arbitrage : Rafael Rodríguez |
| Gómez (en) - Bonilla, A. Mosquera ( 87e), Cortés ( 23e), Martínez ( 51e) - Bolaño ( 80e), Hurtado ( 47e) ( 69e Pérez), Zapata, B. Mosquera - C. Asprilla ( 29e Dinas), F. Asprilla | Équipes                         | Ibáñez - Reynoso, Salazar ( 46e Quinteros), del Solar, Huamán ( 16e) ( 68e Sáenz) - Rebosio, Jayo, Palacios, Jor. Soto - Holsen, Lobatón |              | Spectateurs : 3 402 Arbitrage : Rafael Rodríguez | Spectateurs : 3 402 Arbitrage : Rafael Rodríguez |

Cette demi-finale oppose les deux équipes sud-américaines du tournoi. Un but csc du défenseur Marcial Salazar, suivi d'un deuxième but colombien à la suite d'une erreur du capitaine Juan Reynoso précipitent la défaite du Pérou, malgré la réduction du score de Roberto Palacios. Il s'agit du dernier match international de Reynoso, capitaine historique de la sélection péruvienne dans les années 1990.